# The muse awakens
The muse awakens is het derde studioalbum van Happy The Man.

## Inleiding
Happy The Man had twee studioalbums die het goed deden in het cultcircuit van de progressieve rock en fusion. Hun platenlabel Arista Records zag geen mogelijkheid hun muziek in de jaren tachtig goed te promoten. Happy The Man bloedde langzaam dood op enkele stuiptrekkingen na zoals de uitgifte van hun opzet van het derde studioalbum Happy the Man-3rd. Ieder ging zijn eigen weg, waarbij Kit Watkins eerst bij Camel ging spelen en vervolgens helemaal geen zin meer had in optredens. Wyatt en Whitaker hielden contact en de band rees uit het graf toen ze gevraagd werden om op NEARfest 2000 te spelen. Dit mondde uiteindelijk uit in The muse awakens. Opnamen vonden plaats in Snowbound Sound, Crafty Hans Studio (vernoemd naar hun tweede album) en de Sonic Adventures Studio.
Het album werd uitgebracht op InsideOut Music.
Daarna kwamen Whitaker en Wyatt nog wel bij elkaar, maar niet meer als Happy The Man; de nieuwe “bandnaam” werd Oblivion Sun dat twee albums afleverde. 

## Musici
- Frank Wyatt – saxofoons, toetsinstrumenten, houten blaasinstrumenten
- Stanley Whitaker – gitaren, zang
- David Rosenthal – toetinstrumenten
- Joe Bergamini – drumstel, percussie
- Rick Kennell – basgitaar

## Muziek
| Nr. | Titel                           | Duur |
| --- | ------------------------------- | ---- |
| 1.  | Contemporary insanity           | 3:25 |
| 2.  | The muse awakens                | 5:34 |
| 3.  | Stepping through time           | 6:32 |
| 4.  | Maui sunset                     | 5:35 |
| 5.  | Lunch at the psychedelicatessen | 4:58 |
| 6.  | Slipstream                      | 4:43 |
| 7.  | Barking spiders                 | 4:12 |
| 8.  | Adrift                          | 4:03 |
| 9.  | Shadowlites                     | 3:53 |
| 10. | Kindred spirits                 | 5:26 |
| 11. | Il quinto mare                  | 7:22 |